# Komisariat Policji w Nowej Rudzie
Komisariat Policji w Nowej Rudzie – komisariat zlokalizowany przy ul. Kolejowej 18. Obiekt wzniesiony w 1892 roku z cegły  w stylu neogotyckim. Przed 1945 w budynku mieścił się komisariat Policji, po II wojnie światowej Milicji i UB. Na początku lat 90. XX w. był siedzibą Królewskiej Szkoły Sztuk Pięknych; obecnie MOPS.